# Aleksander Dębski (poseł)
Aleksander Dębski (ur. 13 czerwca 1890 w Radomiu, zm. 31 stycznia 1942 w Poznaniu) – polski prawnik i polityk związany z obozem Narodowej Demokracji, działacz państwowy II Rzeczypospolitej, poseł na Sejm II kadencji, adwokat.

## Życiorys
Syn Michała i Marii z Tarchalskich. Ukończył gimnazjum w Humaniu i Wydział Prawa uniwersytetu w Kijowie. Podczas I wojny światowej działał w Kijowie. Od 1915 roku był członkiem Ligi Narodowej. W latach 1925–1926 wojewoda wołyński. Współtwórca i w latach 1926–1933 przewodniczący Wydziału Wykonawczego Obozu Wielkiej Polski. W latach 1928–1930 poseł na Sejm RP. We wrześniu 1930 uwięziony w twierdzy brzeskiej z działaczami Centrolewu. W latach 1935–1939 członek Komitetu Głównego Stronnictwa Narodowego. W czasie okupacji członek Głównej Rady Politycznej, od 1940 roku przedstawiciel Stronnictwa Narodowego w Politycznym Komitecie Porozumiewawczym.
W czerwcu 1941 aresztowany przez Niemców i w pół roku później rozstrzelany w Poznaniu. Jego symboliczny grób znajduje się na cmentarzu Powązkowskim w Warszawie (kwatera 155-5-6).

## Ordery i odznaczenia
- Krzyż Komandorski Orderu Odrodzenia Polski (7 listopada 1925)[5]